# 約翰·懷特曼
約翰·馬修·懷特曼（英語：John Matthew Wightman；1938年10月2日—2017年1月5日），他是美國政治人物，前列克星敦市長與內布拉斯加州議會議員。

## 生平
懷特曼1938年生於北普拉特，曾在內布拉斯加大學卡尼爾分校的前身科爾尼州立學院（Kearney State College）就讀，1963年於內布拉斯加大學林肯分校法學院取得法律博士學位。